# 1363
Năm 1363 là một năm trong lịch Julius.